# De laatste vechter
De laatste vechter is een stripalbum uit 1979 en het tweede deel uit de stripreeks Storm, getekend door Don Lawrence naar een scenario van Martin Lodewijk.

## Verhaallijn
Hoewel het water is teruggekeerd naar de oceanen blijft de aarde die Storm terugvindt een andere dan de aarde die hij achterliet toen hij op ruimtemissie vertrok. Storm en Roodhaar worden geronseld door een rondreizend circus, waardoor ze ongewild in een avontuur gesleepd worden. Storm wordt door de zwarte gladiator Barledoon getraind en ontwikkelt een vriendschap met hem.
In de stad Soamandrakisal moet Barledoon tegen de lokale kampioen vechten, die hem verslaat en doodt omdat de circusdirecteur hem een slaapmiddel heeft gegeven. Het zou immers niet goed voor de klandizie zijn wanneer Barledoon de kampioen van Soamandrakisal doodt. Wanneer Storm beseft dat het doorgestoken kaart is raakt hij buiten zichzelf van woede en slaat de kampioen neer. Om een rel te sussen biedt de circusdirecteur Storm als kampioen aan de stad aan, met Roodhaar als 'verzekering'.
Nu moet Storm voor Soamandrakisal naar het Paleis des Doods in de Vlakte de Beenderen. En om er zeker van te zijn dat hij deze taak ook echt uitvoert wordt Roodhaar gevangen gehouden in de stad, in een kooi boven de muil van een reus: Hij-die-gevoed-moet-worden. Op de vlakte wachten hem zes kampioenen van andere steden en een wachter op. Deze wachter legt hen uit dat de kampioenen ieder jaar de Troon proberen te bereiken, maar uitgeschakeld worden door de vele vallen van het Paleis des Doods. Dit Paleis is eigenlijk een (ruimte)schip maar de primitieve bevolking beseft dit niet. De wachter onthoudt precies welke vallen er zijn en hoe ze omzeild moeten worden, en het jaar erop herhaalt dit alles zich, waardoor men ieder jaar een beetje verder komt.
De groep gaat het Paleis in, en onderweg verliezen vier kampioenen het leven. Uiteindelijk heeft Storm er genoeg van en stelt voor uit de kelder naar de bemanningsruimten te gaan, waar geen vallen zijn. De wachter protesteert tegen deze 'heiligschennis', maar de kampioenen kiezen Storms kant, omdat die hen tenminste een kans geeft. Storm weet inderdaad de controleruimte te bereiken, die de wachter aanziet voor de Troon. Hier weet hij met zijn computerkennis de computers en voedselvoorziening op gang te brengen wat wederom tot een woedende reactie van de wachter leidt, omdat hij als wachter en oudste het recht op de Troon zou hebben.
Met een verkenningsschip keert de groep terug naar Soamandrakisal, waar de wachter Roodhaars kooi in de muil van Hij-die-gevoed-moet-worden laat vallen voor ze bevrijd kan worden. Storm springt haar achterna en uiteindelijk komen ze in een grot naast het Paleis des Doods terecht. Daar zien ze hoe het Paleis wordt geramd door het verkenningsschip, bestuurd door de vrouwelijke kampioene Asverze die een kapingspoging door de wachter verhindert en de moord op Roodhaar en de laatste kampioen wil wreken. Een enorme explosie volgt en Storm en Roodhaar vluchten weg van het Paleis.